# 塞提一世石棺

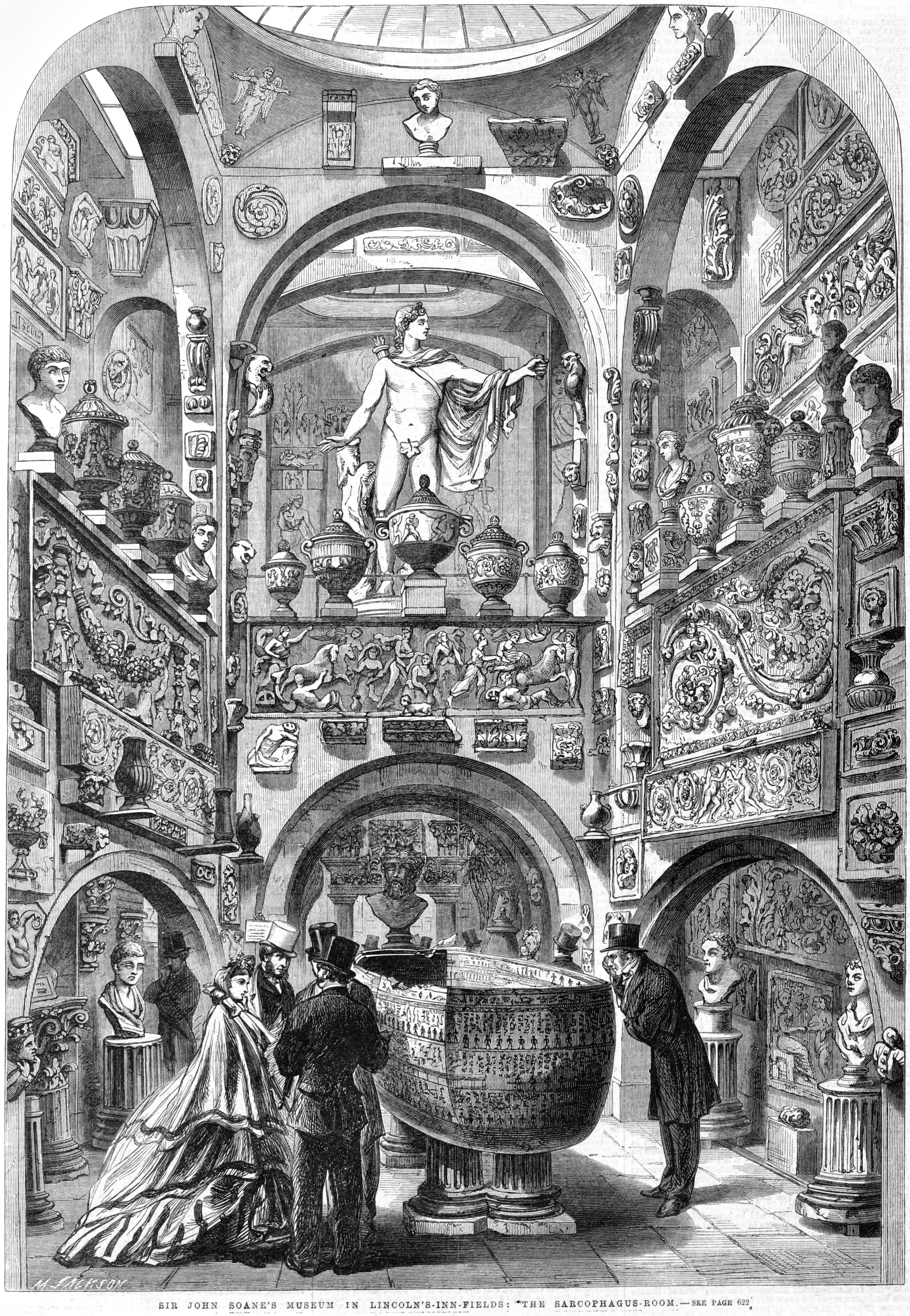
1861年所画的在索恩爵士博物馆中的塞提一世石棺

塞提一世石棺是古埃及第十九王朝法老塞提一世的石棺， 1817年由意大利探险家乔瓦尼·巴蒂斯塔·贝尔佐尼在埃及帝王谷KV17墓葬中发现。据信塞提一世死于公元前1279年，石棺中存放着他的棺材和木乃伊。 1824年，大英博物馆认为贝尔佐尼要价太高，拒绝买下该石棺，随后英国建筑师约翰·索恩爵士以2000英镑（相当于2021年的187000英镑）买下了它。它目前陈列在伦敦约翰·索恩爵士博物馆的地下室中，这件石棺已有3000多年的历史，是英国公共收藏的最古老的博物馆藏品之一。